# Jainendra K. Jain
Jainendra Kumar Jain (* 1960 in Sambhar, Rajasthan) ist ein indischer theoretischer Festkörperphysiker.

## Leben
Jain wuchs in dem Dorf Sambhar am Ostrand der Thar-Wüste in Rajasthan auf. Er studierte am Maharaja College in Jaipur (Bachelor-Abschluss 1979), am Indian Institute of Technology Kanpur (Master-Abschluss 1981) und wurde 1985 bei Philip B. Allen an der State University of New York at Stony Brook (SUNY) promoviert. Von 1986 bis 1988 war er als Post-Doc an der University of Maryland und 1988/89 an der Yale University. Danach wurde er Assistant Professor und 1997 Professor an der SUNY. Seit 1998 ist er „Erwin W. Mueller Professor“ an der Pennsylvania State University und außerdem Adjunct Professor am Tata Institute of Fundamental Research in Mumbai.
Von Jain stammt das Konzept zusammengesetzter Fermionen (Composite Fermions), Quasiteilchen aus einem Elektron  und einer passenden Anzahl mehrerer „Flussschläuche“ des beim Quanten-Hall-Effekt maßgebenden elementaren magnetischen Flusses  Φ0=h/e , zwecks Erklärung des gebrochenzahligen Quanten-Hall-Effektes (FQHE). Jain erklärte auf diese Weise wesentliche  Phänomene des FQHE als ganzzahligen QHE von zusammengesetzten Fermionen und schuf damit eine vereinheitlichte Theorie des ganzzahligen und gebrochenzahligen QHE. Während der ganzzahlige QHE ziemlich gut verstanden war, war dies beim komplexeren FQHE, einem nicht-störungstheoretischen Effekt des wechselwirkenden Elektronensystems, zuvor nicht der Fall, trotz erster Durchbrüche von Robert B. Laughlin, F. Duncan M. Haldane und anderen. Jain baute seine 1989 aufgestellte Theorie in viele Richtungen aus (zum Beispiel mit Simulationen über Quanten-Monte-Carlo-Rechnungen), insbesondere um die Theorie mit dem Experiment zu vergleichen.
Jain ist Fellow der American Physical Society (1997) und Mitglied der American Academy of Arts and Sciences (2008) und der National Academy of Sciences (2021). Er war Guggenheim Fellow (1996) und Sloan Research Fellow (1991). 2002 erhielt er den Oliver E. Buckley Condensed Matter Prize mit Nicholas Read und Robert Willett, die ebenfalls über das Composite-Fermion-Modell arbeiteten. Er erhielt den Distinguished Alumnus Award sowohl der University of Maryland als auch des IIT. Für 2025 wurde Jain zusammen mit Mordehai Heiblum und James P. Eisenstein
der Wolf-Preis für Physik zugesprochen für „Weiterentwicklung unseres Verständnisses der überraschenden Eigenschaften zweidimensionaler Elektronensysteme in starken Magnetfeldern“.

## Schriften
- Composite fermion approach to fractional quantum Hall effect, Phys. Rev. Lett., Bd. 63, 1989, S. 199–202 doi:10.1103/PhysRevLett.63.199
- Theory of the fractional quantum Hall effect, Phys. Rev. B, Band 41, 1990, S. 7653–7665 doi:10.1103/PhysRevB.41.7653
- Composite Fermions, Cambridge University Press 2007
- The composite fermion – a quantum particle and its quantum liquid, Physics Today Bd. 53, 2000, Heft 4